# Fredy van Offeren
Fredy Lemmink-van Offeren (Haarlem, 21 april 1959) is een voormalig Nederlands softballer.
Van Offeren kwam als werper uit voor het eerste damesteam van de Sparks (toen het nog HHC heette) uit Haarlem en was tevens international van het Nederlands damessoftbalteam. Ze werd in 1978, 1982, 1986 en 1987 uitgeroepen tot beste werper van het jaar door de KNBSB. Zij studeerde aan de Academie voor Lichamelijke Oefening in Amsterdam. Zij werkte onder meer als vakleerkracht gymnastiek in Lelystad, op Nyenrode, de Bloemendaalse School Vereniging en op het Mendelcollege (Haarlem). Ze was in 1982 de eerste Nederlandse werper die een perfect game gooide.